# 2003年の日本グランプリ (ロードレース)
2003年の日本グランプリは、ロードレース世界選手権の2003年シーズン開幕戦として、4月4日から6日まで三重県の鈴鹿サーキットで開催された。この年のレースは加藤大治郎の事故死という悲劇に見舞われた。翌年以降、鈴鹿はグランプリカレンダーから外れ、日本GPはツインリンクもてぎ（この年までパシフィックGPとして開催）でおこなわれるようになった。

## 概要

### 125ccクラス
125ccクラス決勝では、ステファノ・ペルジーニがスティーブ・イェンクナー、ミルコ・ジャンサンティ、ルーチョ・チェッキネロとのバトルを制して勝利を挙げた。チェッキネロはファイナルラップにシケイン不通過となったことから一旦はタイムペナルティが課されたが、黄旗区間でペルジーニにオーバーテイクされたことをアピール。最終的にはチェッキネロへのペナルティは撤回され、ペルジーニには罰金が課されることとなった。地元勢の最上位は、6位の宇井陽一だった。

### 250ccクラス
250ccクラス予選では、土曜日のセッションが雨でタイム更新が不可能だったこともあり、地元ワイルドカード勢が速さを見せることとなった。6度目のGP出場となったハルクプロの青山博一（ホンダ）がポールポジションを獲得、2番グリッドにはSP忠男レーシングの中須賀克行（ヤマハ）が続いた。グリッド2列目からは、クラス唯一のフル参戦日本人ライダーとなった松戸直樹（ヤマハ・クルツ）が5番手、ダイドーMiuレーシングの高橋裕紀（ホンダ）が7番手からのスタートとなった。
日曜日の決勝はマヌエル・ポジャーリが23番手グリッドから猛烈な追い上げを見せ、250ccクラスデビューレースで優勝を成し遂げた。2位には高橋裕紀をファイナルラップのシケインでオーバーテイクした青山博一が入り、自身初の表彰台を獲得した。3位の高橋は前年のパシフィックGPに続いて2度目の表彰台となった。

### MotoGPクラス
2年目のシーズン開幕戦となったMotoGPクラスの予選では、ディフェンディングチャンピオンのバレンティーノ・ロッシ（レプソル・ホンダ）がポールポジションを獲得、2番手にマックス・ビアッジ（キャメル・ホンダ・ポンス）が続いた。地元勢最上位は3番グリッドの宇川徹（キャメル・ホンダ・ポンス）、5番手にルーキーの玉田誠（プラマック・ホンダ）、10番手に中野真矢（ダンティーン・ヤマハ）、11番手に加藤大治郎（テレフォニカ・モビスター・ホンダ）が続いた。このシーズンヤマハ・YZR-M1の開発ライダーを務めることになった阿部典史は当初ワイルドカード枠での出場予定だったが、マルコ・メランドリの負傷代役として急きょワークスのフォルツナ・ヤマハからエントリー、14番グリッドからのスタートとなった。
決勝レースでは、このシーズンから参戦を始めたドゥカティを駆るロリス・カピロッシが15番グリッドからロケットスタートを決めてトップに躍り出た。しかし5周目にはロッシがトップに立つとそのままリードを広げ、独走で開幕戦を制した。2位にはビアッジ、3位のカピロッシはドゥカティのMotoGP初レースでの表彰台獲得を成し遂げた。地元勢トップは9位の中野真矢だった。

#### 加藤大治郎の死

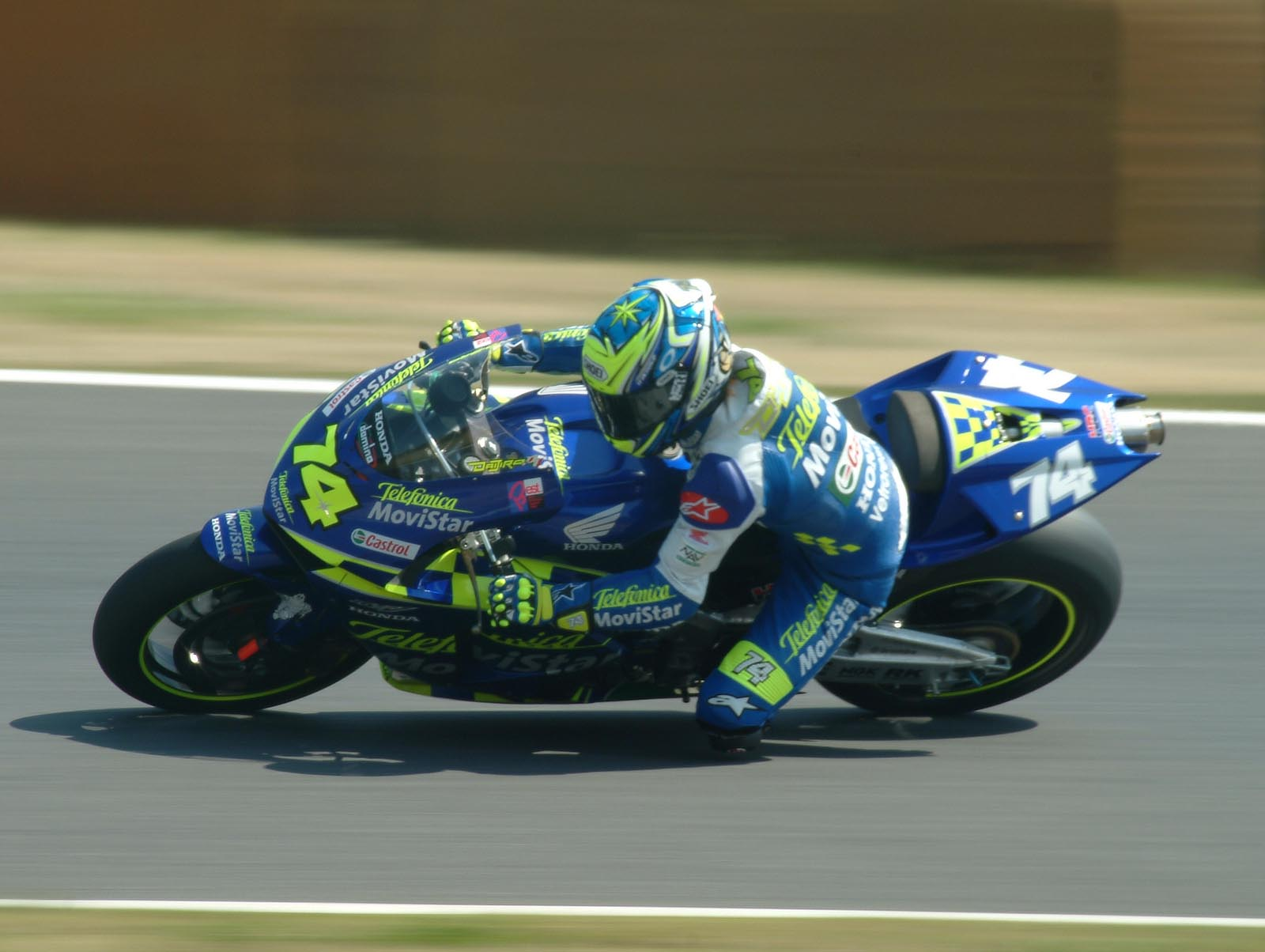
日曜朝のフリー走行での大治郎

11番グリッドから好スタートを決めた加藤大治郎は6位にまでポジションを上げ、4位争いの集団バトルに加わっていた。しかし3周目の130Rの立ち上がりで、マシンのコントロールを失う。体勢を立て直そうとしたが、マシンは「ウィーブモード」と呼ばれる激しい振動状態に陥ってしまう。操縦不能のまま左方向にコースアウトし、約150km/hでタイヤバリアに接触。約16.5度という浅い角度だったためほとんど速度は落ちず、タイヤバリアが途切れた約120cmの隙間の先にあったスポンジバリアに約140km/hで頭から突っ込んでしまう。このときに頸椎を損傷した大治郎の意識は戻らないまま、4月20日午前0時42分、収容先の三重県立総合医療センターにおいて脳幹梗塞により息を引き取った。
この事故発生を受けて、ライダー達からはコース外のセーフティーエリアの狭さを指摘され、サーキットの危険性を改善するよう要求が出された。サーキットの運営母体であるホンダは、翌年までにコース改修することが困難であるとして、9月19日に鈴鹿での開催中止を発表した。予定では2005年からの再開を目標としていたが、結局日本GPの開催地はツインリンクもてぎに固定化されることとなり、現在のところ鈴鹿でのGP開催は2003年が最後となっている。

## MotoGPクラス決勝結果
| 順位 | ライダー                     | マニュファクチャラー | タイム/リタイヤ | グリッド | ポイント |
| ---- | ---------------------------- | -------------------- | --------------- | -------- | -------- |
| 1    | バレンティーノ・ロッシ       | ホンダ               | 44:13.182       | 1        | 25       |
| 2    | マックス・ビアッジ           | ホンダ               | +6.445          | 2        | 20       |
| 3    | ロリス・カピロッシ           | ドゥカティ           | +8.209          | 15       | 16       |
| 4    | セテ・ジベルナウ             | ホンダ               | +13.209         | 6        | 13       |
| 5    | トロイ・ベイリス             | ドゥカティ           | +23.099         | 13       | 11       |
| 6    | コーリン・エドワーズ         | アプリリア           | +29.040         | 9        | 10       |
| 7    | ニッキー・ヘイデン           | ホンダ               | +29.126         | 23       | 9        |
| 8    | アレックス・バロス           | ヤマハ               | +30.526         | 8        | 8        |
| 9    | 中野真矢                     | ヤマハ               | +33.447         | 10       | 7        |
| 10   | カルロス・チェカ             | ヤマハ               | +40.200         | 4        | 6        |
| 11   | 阿部典史                     | ヤマハ               | +44.790         | 14       | 5        |
| 12   | 芳賀紀行                     | アプリリア           | +1:03.358       | 17       | 4        |
| 13   | ジョン・ホプキンス           | スズキ               | +1:03.950       | 12       | 3        |
| 14   | ケニー・ロバーツJr.          | スズキ               | +1:04.085       | 7        | 2        |
| 15   | オリビエ・ジャック           | ヤマハ               | +1:09.990       | 21       | 1        |
| 16   | ギャリー・マッコイ           | カワサキ             | +1:16.572       | 20       |          |
| 17   | アンドリュー・ピット         | カワサキ             | +1:17.380       | 24       |          |
| 18   | 柳川明                       | カワサキ             | +1:23.605       | 18       |          |
| 19   | 芹沢太麻樹                   | モリワキ             | +1:35.459       | 16       |          |
| 20   | 宇川徹                       | ホンダ               | +1:57.128       | 3        |          |
| Ret  | 玉田誠                       | ホンダ               | 棄権            | 5        |          |
| Ret  | 青木宣篤                     | プロトン             | 棄権            | 19       |          |
| Ret  | ジェレミー・マクウィリアムス | プロトン             | 棄権            | 25       |          |
| Ret  | 加藤大治郎                   | ホンダ               | アクシデント    | 11       |          |

## 250ccクラス決勝結果
| 順位 | ライダー                       | マニュファクチャラー | タイム/リタイヤ | グリッド | ポイント |
| ---- | ------------------------------ | -------------------- | --------------- | -------- | -------- |
| 1    | マヌエル・ポジャーリ           | アプリリア           | 41:36.284       | 23       | 25       |
| 2    | 青山博一                       | ホンダ               | +1.373          | 1        | 20       |
| 3    | 高橋裕紀                       | ホンダ               | +1.496          | 7        | 16       |
| 4    | セバスチャン・ポルト           | ホンダ               | +1.700          | 6        | 13       |
| 5    | フランコ・バッタイーニ         | アプリリア           | +11.771         | 16       | 11       |
| 6    | フォンシ・ニエト               | アプリリア           | +13.220         | 9        | 10       |
| 7    | ロベルト・ロルフォ             | ホンダ               | +13.497         | 4        | 9        |
| 8    | 松戸直樹                       | ヤマハ               | +14.027         | 5        | 8        |
| 9    | 嘉陽哲久                       | ヤマハ               | +24.546         | 12       | 7        |
| 10   | シルバン・ギュントーリ         | アプリリア           | +42.722         | 8        | 6        |
| 11   | アレックス・デボン             | ホンダ               | +43.246         | 3        | 5        |
| 12   | エルワン・ナイゴン             | アプリリア           | +47.871         | 21       | 4        |
| 13   | ホアン・オリベ                 | アプリリア           | +1:09.405       | 25       | 3        |
| 14   | ヨハン・シュティーグフェルト   | アプリリア           | +1:09.779       | 13       | 2        |
| 15   | ヤコブ・シュムルツ             | ホンダ               | +1:21.048       | 10       | 1        |
| 16   | エリック・バタイユ             | ホンダ               | +1:21.788       | 27       |          |
| 17   | ヤロスラフ・ユレス             | ヤマハ               | +1:35.538       | 15       |          |
| 18   | チャズ・デイビス               | アプリリア           | +1:38.489       | 28       |          |
| 19   | ヘンク・ファン・デ・ラグマート | ホンダ               | +1:41.507       | 30       |          |
| 20   | カーチャ・ペンスゲン           | ホンダ               | +1 Lap          | 26       |          |
| Ret  | エクトル・ファウベル           | アプリリア           | 棄権            | 18       |          |
| Ret  | アレックス・バルドリーニ       | アプリリア           | 棄権            | 11       |          |
| Ret  | クリスチャン・ゲンメル         | ホンダ               | 棄権            | 24       |          |
| Ret  | アンソニー・ウエスト           | アプリリア           | 棄権            | 17       |          |
| Ret  | トニ・エリアス                 | アプリリア           | 棄権            | 29       |          |
| Ret  | 中須賀克行                     | ヤマハ               | 棄権            | 2        |          |
| Ret  | ランディ・ド・プニエ           | アプリリア           | 棄権            | 20       |          |
| Ret  | 小山知良                       | ヤマハ               | 棄権            | 22       |          |
| Ret  | デューク・ヘイドルフ           | アプリリア           | 棄権            | 19       |          |
| Ret  | ユーゴ・マルシャン             | アプリリア           | 棄権            | 14       |          |

## 125ccクラス決勝結果

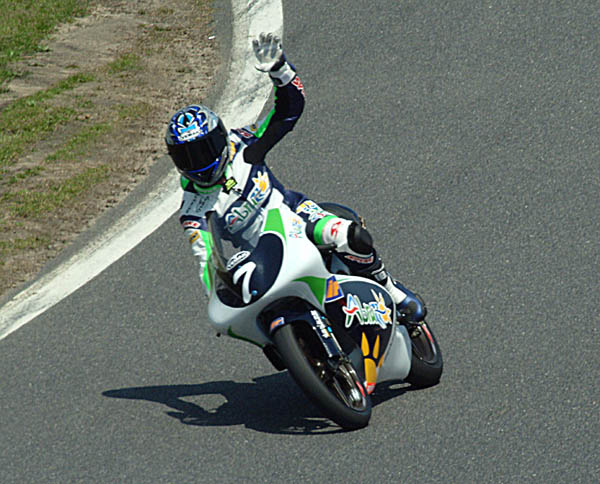
勝者ペルジーニ

| 順位 | ライダー                     | マニュファクチャラー | タイム/リタイヤ | グリッド | ポイント |
| ---- | ---------------------------- | -------------------- | --------------- | -------- | -------- |
| 1    | ステファノ・ペルジーニ       | アプリリア           | 40:53.083       | 5        | 25       |
| 2    | ミルコ・ジャンサンティ       | アプリリア           | +0.037          | 4        | 20       |
| 3    | スティーブ・イェンクナー     | アプリリア           | +1.033          | 13       | 16       |
| 4    | ルーチョ・チェッキネロ       | アプリリア           | +6.701          | 3        | 13       |
| 5    | アンドレア・ドヴィツィオーゾ | ホンダ               | +8.594          | 8        | 11       |
| 6    | 宇井陽一                     | アプリリア           | +8.940          | 18       | 10       |
| 7    | パブロ・ニエト               | アプリリア           | +9.083          | 11       | 9        |
| 8    | ダニ・ペドロサ               | ホンダ               | +22.993         | 2        | 8        |
| 9    | トーマス・ルティ             | ホンダ               | +33.708         | 17       | 7        |
| 10   | ジーノ・ボルソイ             | アプリリア           | +34.234         | 20       | 6        |
| 11   | ミカ・カリオ                 | ホンダ               | +34.234         | 34       | 5        |
| 12   | シモーネ・コルシ             | ホンダ               | +35.245         | 28       | 4        |
| 13   | マックス・サバターニ         | アプリリア           | +35.818         | 6        | 3        |
| 14   | ガボール・タルマクシ         | アプリリア           | +35.945         | 23       | 2        |
| 15   | ジョエレ・ペリーノ           | アプリリア           | +35.945         | 22       | 1        |
| 16   | ファブリツィオ・ライ         | マラグーティ         | +42.964         | 21       |          |
| 17   | 東雅雄                       | ホンダ               | +43.063         | 30       |          |
| 18   | アルバロ・バウティスタ       | アプリリア           | +51.526         | 19       |          |
| 19   | フリアン・シモン             | マラグーティ         | +57.880         | 24       |          |
| 20   | 葛原稔永                     | ホンダ               | +58.129         | 25       |          |
| 21   | マルコ・シモンチェリ         | アプリリア           | +58.412         | 15       |          |
| 22   | マイク・ディ・メッリオ       | アプリリア           | +1:16.078       | 33       |          |
| 23   | ロベルト・ロカテリ           | KTM                  | +1:17.164       | 27       |          |
| 24   | イムレ・トス                 | ホンダ               | +1:21.140       | 31       |          |
| 25   | クリス・マーティン           | アプリリア           | +1:21.384       | 32       |          |
| 26   | レオン・キャミア             | ホンダ               | +1:56.001       | 36       |          |
| 27   | 田中明雄                     | ホンダ               | +1 Lap          | 37       |          |
| Ret  | 青山周平                     | ホンダ               | 棄権            | 12       |          |
| Ret  | ピーター・レナート           | ホンダ               | 棄権            | 35       |          |
| Ret  | ケーシー・ストーナー         | アプリリア           | 棄権            | 7        |          |
| Ret  | ステファノ・ビアンコ         | ジレラ               | 棄権            | 10       |          |
| Ret  | ホルヘ・ロレンソ             | デルビ               | 棄権            | 29       |          |
| Ret  | アレックス・デ・アンジェリス | アプリリア           | 棄権            | 1        |          |
| Ret  | アルノー・ヴァンサン         | KTM                  | 棄権            | 16       |          |
| Ret  | エミリオ・アルサモラ         | デルビ               | 棄権            | 14       |          |
| Ret  | エクトル・バルベラ           | アプリリア           | 棄権            | 9        |          |
| Ret  | 須磨貞仁                     | ホンダ               | 棄権            | 26       |          |